# Clan Lo Duca
Il clan Lo Duca è un clan mafioso originario del quartiere "Provinciale" situato nella zona centro-sud di Messina. È considerato uno dei più influenti gruppi di criminalità organizzata della città metropolitana di Messina. Tra le attività illecite principali svolte dal clan vi sono l'estorsione, il racket e l'usura. È coadiuvato da altri due gruppi minori: il clan De Luca attivo nel quartiere industriale Maregrosso e il gruppo Sparacio attivo nel quartiere Fondo Pugliatti.

## Storia
Circa dal 2015 in poi nelle zone del centro-sud di Messina si affermarono tre gruppi criminali: il clan Lo Duca a Provinciale, il cui boss è Giovanni Lo Duca, il clan De Luca a Maregrosso, facente capo a Giovanni De Luca ed il gruppo Sparacio nella zona di Fondo Pugliatti. I citati tre gruppi sono strettamente correlati e fanno cassa comune al più noto e influente clan Lo Duca. Il gruppo Sparacio è coordinato da Salvatore Sparacio (nipote del ben più famoso boss di fama nazionale Luigi Sparacio, il cui clan tuttavia pare non avesse alcun legame con quello capeggiato dal nipote in tempi recenti). Il boss Lo Duca è un profilo criminale di rilevanza non indifferente, non soltanto nel panorama messinese. Gli investigatori lo hanno visto incontrarsi con esponenti della 'Ndrangheta calabrese come Giovanni Morabito (il nipote del numero uno della 'Ndrangheta Giuseppe Morabito detto "u Tiradrittu") di Africo e come alcuni membri della famiglia Favasuli di San Luca. Nel 2017 invece viene intercettato a incaricare la sorella a spedire gli auguri di Natale ai boss detenuti Sandro Lo Piccolo di Palermo e Giuseppe De Stefano di Reggio Calabria. Nel 2021 venne condotta l'Operazione Provinciale che ha portato a 17 condanne e numerosi sequestri per i reati di associazione di tipo mafioso, trasferimento fraudolento di valori, sequestro di persona, scambio elettorale politico-mafioso, detenzione e porto illegale di armi, associazione finalizzata al traffico di sostanze stupefacenti, estorsione, lesioni aggravate (pestaggi), detenzione ai fini di spaccio di sostanze stupefacenti, trasferimento fraudolento di valori, con l’aggravante del metodo mafioso.